# 陳枬
陳枬（？—？），江蘇省太倉直隸州嘉定縣人，清朝政治人物、進士出身。
光緒二十一年（1895年），参加光緒乙未科殿試，登進士二甲19名。同年五月，改翰林院庶吉士。